# Sinningia allagophylla
Sinningia allagophylla là một loài thực vật có hoa trong họ Tai voi. Loài này được (Mart.) Wiehler miêu tả khoa học đầu tiên năm 1975.